# Voghera
Voghera és un municipi italià, situat a la regió de la Llombardia i a la província de Pavia. L'any 2004 tenia 38.426 habitants.

## Fills il·lustres
- Amalia Ferraris (1828-1904) ballarina.
- Marietta Gazzaniga (1820-1884) soprano.